# Đurmanecbanan
Đurmanecbanan är en lokal järnvägslinje som går från Zabok där den delar sig från linjen mot Varaždin/Gornja Stubica och passerar genom Krapina och Đurmanec. Därefter fortsätter järnvägssträckan till slovenska gränsen i Rogatec. 

## Banbeskrivning
Järnvägen börjar vid Zaboks järnvägsstation (0 km) och svänger sedan av huvudlinjen och tar av mot nordväst. Den passerar till en början nedanför Zaboks kyrkogård. Sedan passerar järnvägen Štrucljevo (5 km) och därefter Dukovec (7 km). Den passerar förbi en mindre industriplats innan nästa uppehåll, Sveti Križ Začretje (11 km). Nästa uppehåll är Velika Ves (14 km). Efter ett tag svänger järnvägen in i staden Krapina (20 km). Därefter följer järnvägen gatan mot Đurmanec och gör uppehåll på stationerna Doliće (21 km) och Žutnica (23 km) innan slutstation Đurmanec (26 km). Därefter är banan ej trafikerad till slovenska gränsen.

## Bilder på stationer

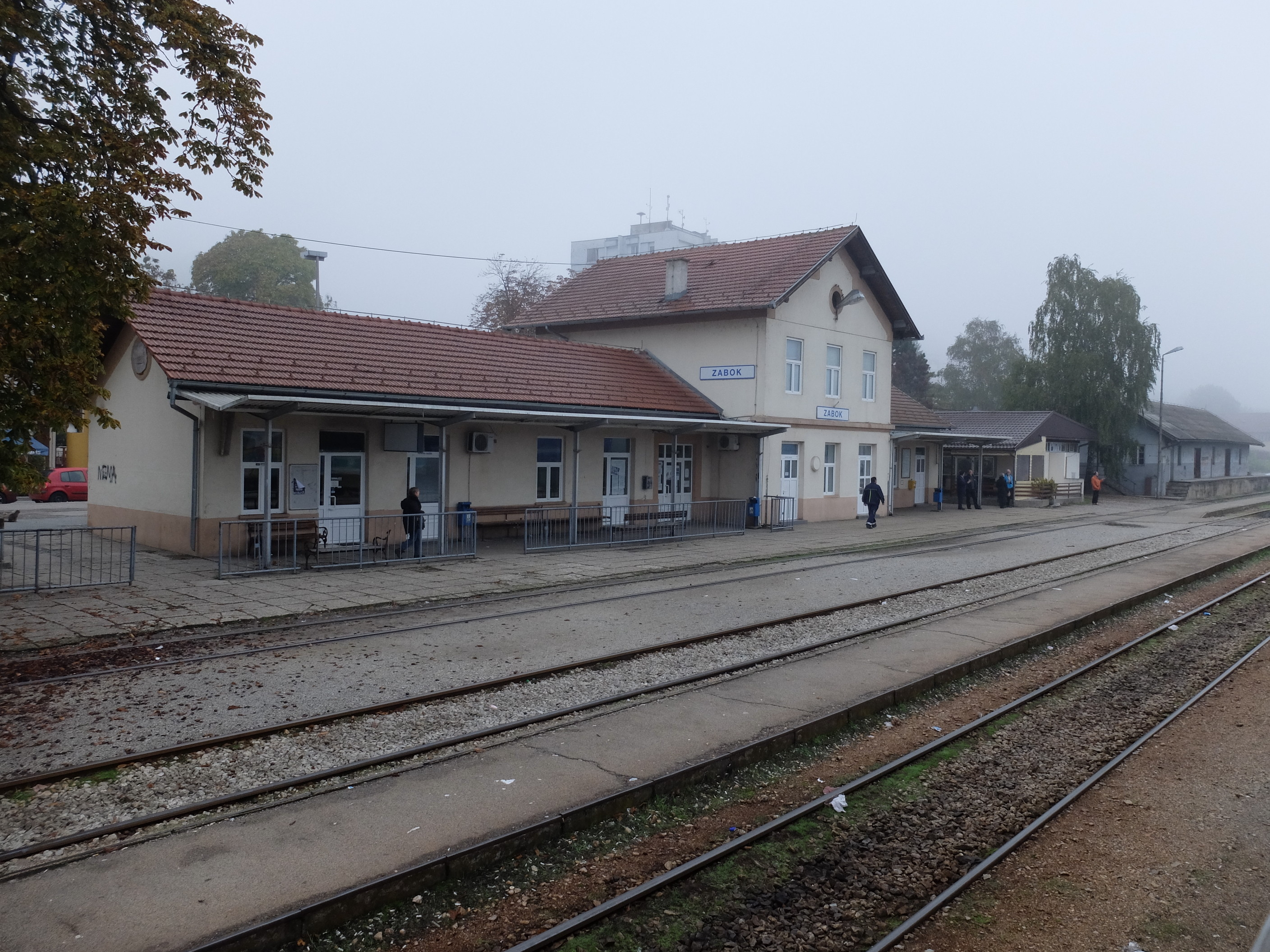
Zabok.
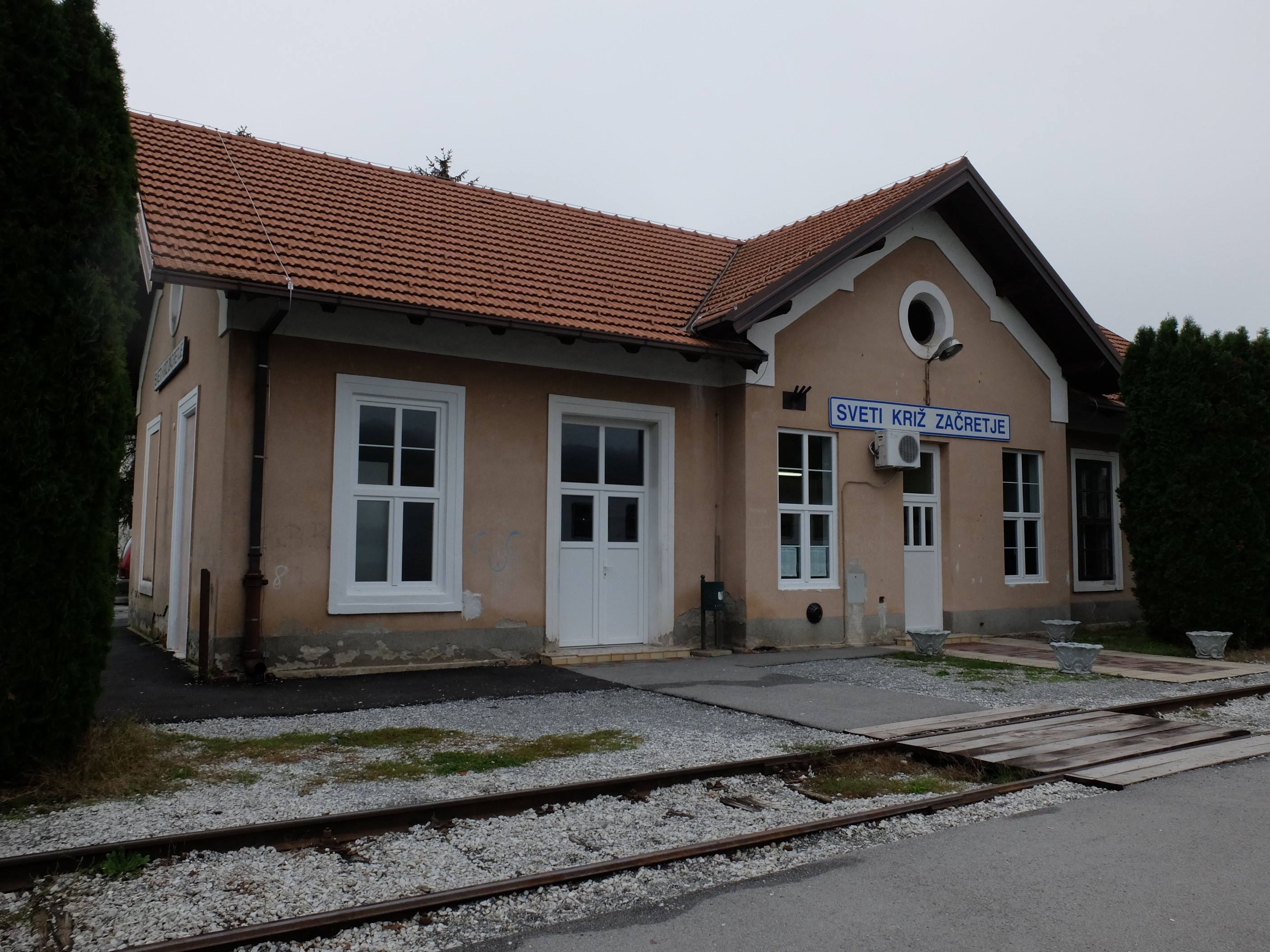
Sveti Križ Začretje.
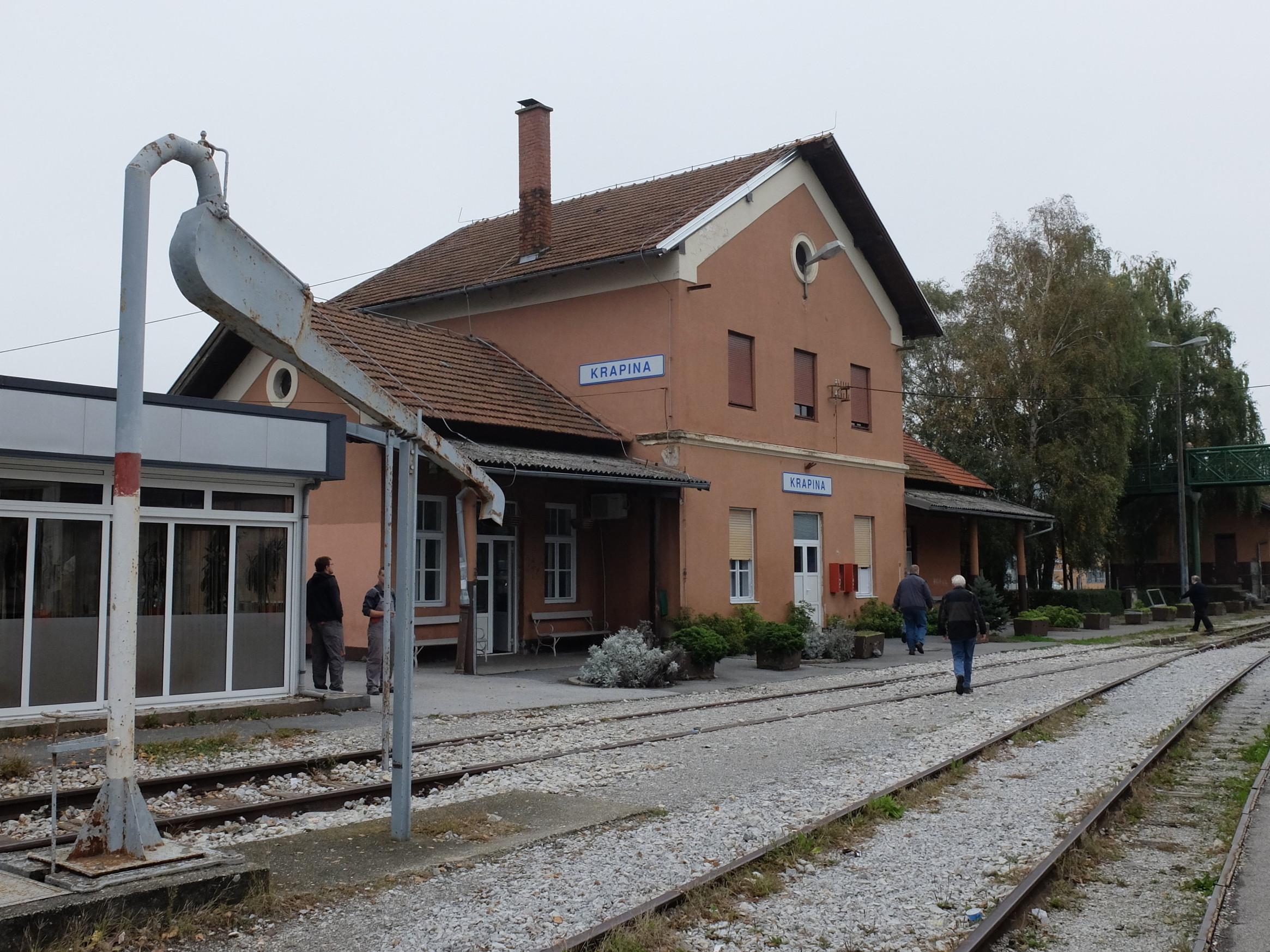
Krapina.
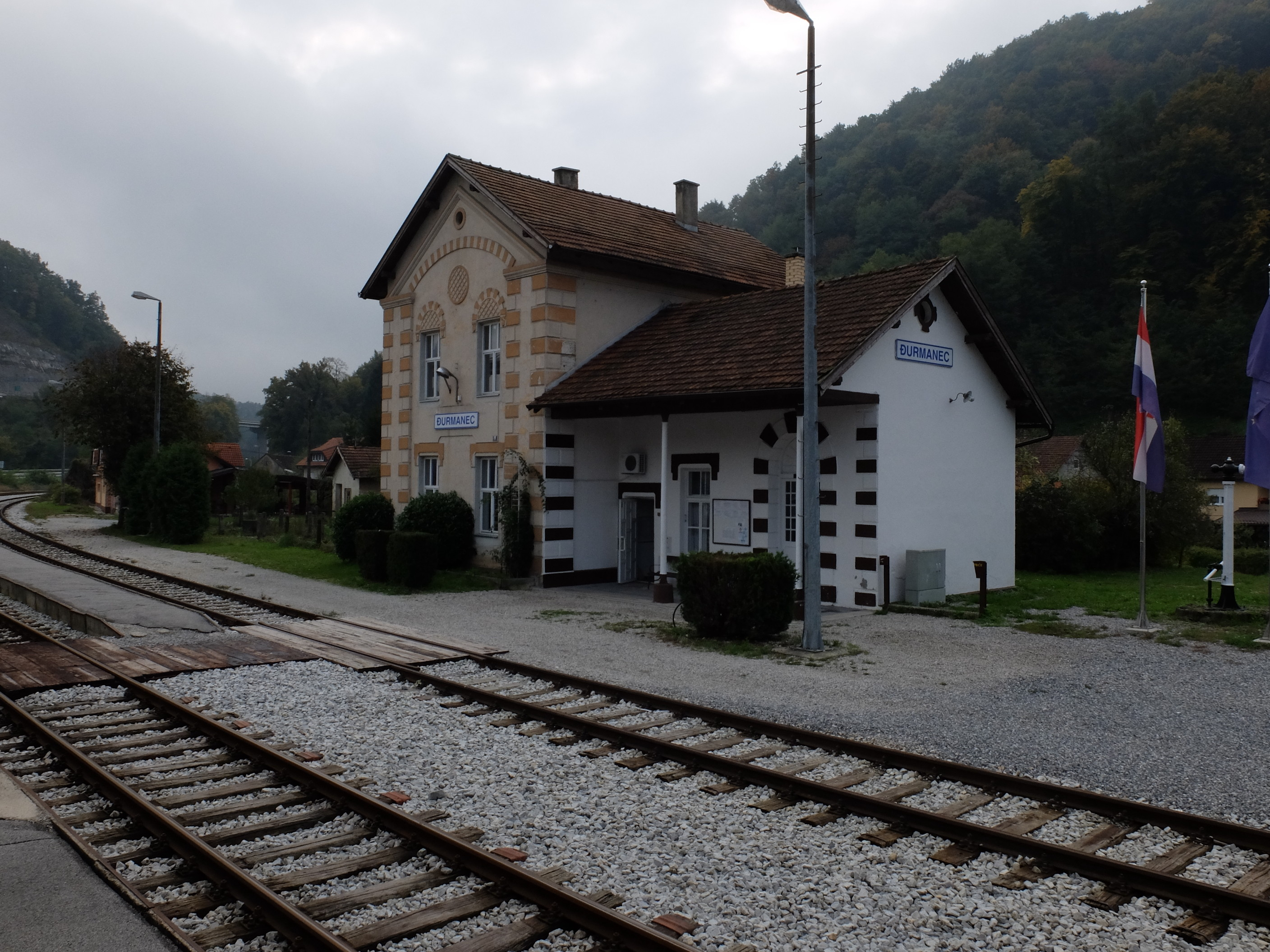
Đurmanec.
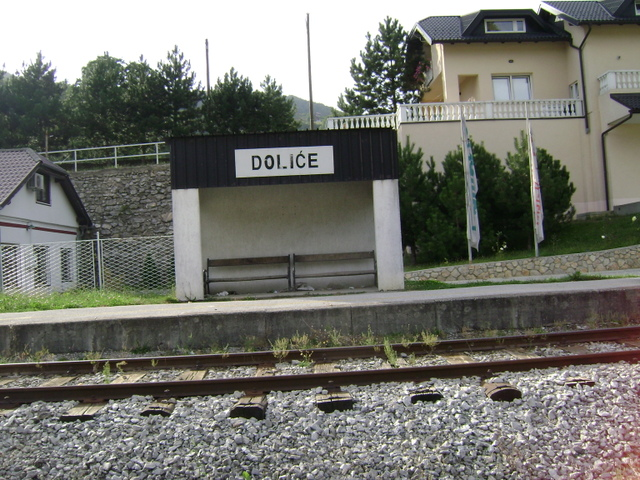
Doliće.
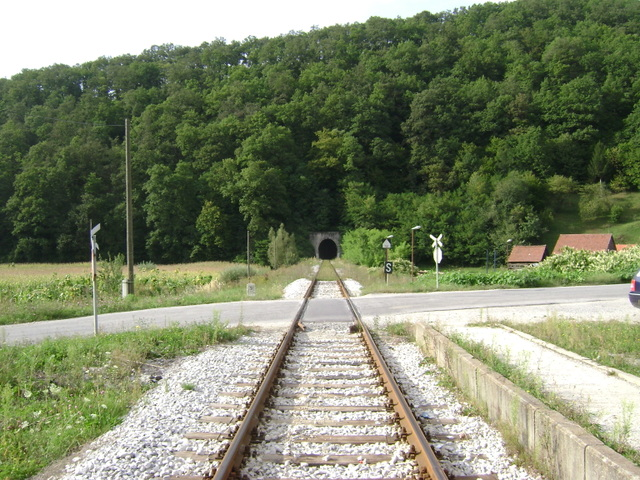
Žutnica.